# Кидрих
Кидрих (њем. Kiedrich) општина је у њемачкој савезној држави Хесен. Једно је од 17 општинских средишта округа Рајнгау-Таунус. Према процјени из 2010. у општини је живјело 3.964 становника. Посједује регионалну шифру (AGS) 6439009.

## Географски и демографски подаци
Кидрих се налази у савезној држави Хесен у округу Рајнгау-Таунус. Општина се налази на надморској висини од 150 метара. Површина општине износи 12,4 km². У самом мјесту је, према процјени из 2010. године, живјело 3.964 становника. Просјечна густина становништва износи 321 становника/km².

## Међународна сарадња
| Мјесто  | Држава    | Врста сарадње | Од    |
| ------- | --------- | ------------- | ----- |
| Отвилер | Француска | партнерство   | 1981. |
| Извор   |           |               |       |